# Meliturgula braunsi
Meliturgula braunsi är en biart som beskrevs av Heinrich Friese 1903. Meliturgula braunsi ingår i släktet Meliturgula och familjen grävbin. Inga underarter finns listade i Catalogue of Life.